# Ferdinand Marek
Ferdinand Marek (geboren 25. Januar 1881 in Prag, Österreich-Ungarn; gestorben 4. Mai 1947 in Moskau, Sowjetunion) war ein österreichischer Diplomat.

## Leben

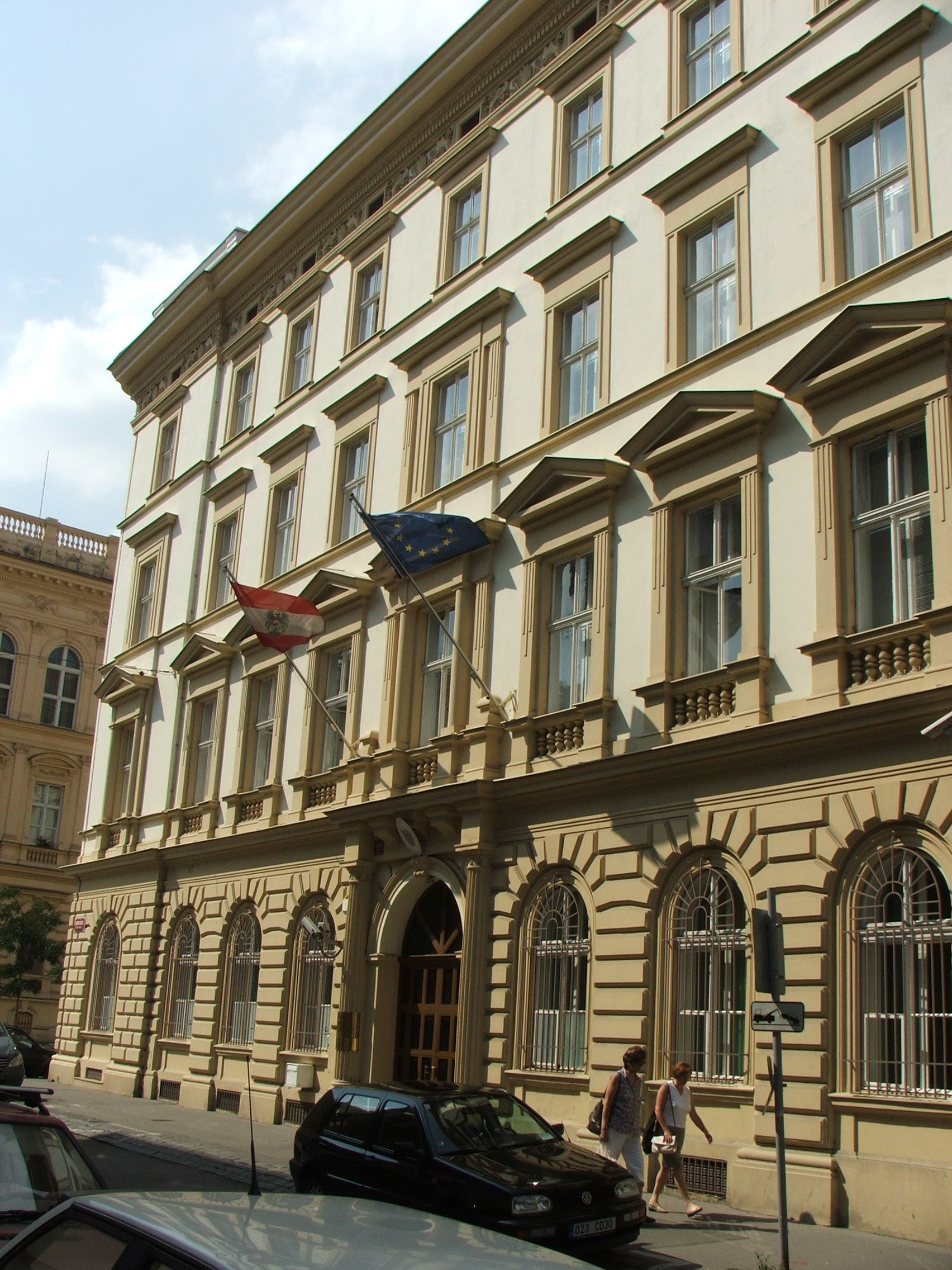
Botschaftsgebäude

Marek wurde 1918 erster österreichischer diplomatischer Vertreter in der neu gegründeten Tschechoslowakei, zunächst als Geschäftsträger, seit 1922 als Gesandter. Er erwarb ein Gebäude im Stadtteil Smíchov und baute die Österreichische Botschaft in Prag auf. Nach dem Anschluss Österreichs an das Deutsche Reich wurde die Botschaft geschlossen und Marek in den Ruhestand versetzt. Er blieb aber in Prag und erlebte dort die Besetzung der Tschechoslowakei durch die deutschen Truppen im März 1939.
Sofort nach Kriegsende nahmen Marek und der frühere österreichische Generalkonsul in Prag, Herbert Schallenberg mit Billigung der tschechoslowakischen Übergangsregierung und offensichtlich ohne Legitimation oder Auftrag der erst in Bildung begriffenen österreichischen Regierung (Provisorische Staatsregierung Renner 1945) die Tätigkeit als österreichische Gesandtschaft im selben Gebäude wieder auf. Nicht zuletzt durch Bekanntmachung im Tschechischen Rundfunk fanden viele Tausend Flüchtlinge, die sich als österreichische Bürger verstanden oder als solche ausgaben, dort Aufnahme bis zu einer einigermaßen geordneten Ausreise aus der Tschechoslowakei.
Marek wurde am 26. Mai 1945 von der sowjetischen Spionageabwehr SMERSch unter dem Vorwand, er sei Geheimagent der Gestapo gewesen, verhaftet und verstarb am 4. Mai 1947 in einem Moskauer Gefängnis. Er wurde erst 1993 offiziell von allen Vorwürfen rehabilitiert.
Am 4. Mai 2022 wurde an der Österreichischen Botschaft in Prag eine Gedenktafel für den Diplomaten Ferdinand Marek anlässlich seines 75. Todestages durch den ehemaligen tsechischen Außenminister Karel Schwarzenberg und die österreichische Botschafterin Bettina Kirnbauer enthüllt.